# 2009년 아일랜드 국민투표

2009년 10월 3일에 공개된 국민투표 결과 (초록색: 찬성 우위, 빨간색: 반대 우위)

2009년 아일랜드 국민투표는 2009년 10월 2일 리스본 조약의 비준을 위해 아일랜드 정부가 실시한 국민 투표이다. 아일랜드는 2008년 6월 12일에 리스본 조약의 비준을 위한 국민투표를 실시했지만 부결된 적이 있다. 투표 결과는 찬성 67.1%(752,451표), 반대 32.9%(862,415표)를 기록하면서 리스본 조약을 위한 헌법 개정안이 가결되었다. 리스본 조약은 2009년 12월 1일을 기해 유럽 연합 내에서 발효되었다.

## 투표
총 유권자 수는 3,078,132명이었으며 전체 유권자 가운데 1,816,098명이 투표에 참여했다. 투표율은 59.00%를 기록했다. 투표는 10월 2일 당일 아침 7시에서 밤 10시까지 진행됐다. 다음날 새벽 3시에 개표가 시작되었다.

## 같이 보기
- 2008년 아일랜드 국민투표